# James Lee
Jim Aitchison (sinh năm 1947), bút danh James Lee, là một nhà văn người Úc. Ông được biết đến qua loạt truyện kinh dị cho trẻ em Mr. Midnight.

## Tiểu sử
Sinh ra ở Úc, Aitchison thường trú tại Singapore từ năm 1983 đến năm 2010 khi ông trở về Langwarrin, Victoria, Australia. Trước khi trở thành một nhà văn toàn thời gian, Aitchison là một diễn viên lồng tiếng và giám đốc sáng tạo của một công ty quảng cáo. Ông cũng xuất bản sách về kinh doanh và quảng cáo.

## Tác phẩm
Tác phẩm đầu tiên của Aitchison là kịch bản cho hãng Grace Gibson Radio Productions dưới bút danh David Carrick, tên là Under Her Spell. Bộ phim kéo dài 130 tập và có sự tham gia của Fay Kelton, James Condon và Diana Perryman.
Ông trở nên nổi tiếng vào cuối những năm 1990, khi bắt đầu viết bộ sách kinh dị Mr. Midnight dưới bút danh James Lee vào năm 1998. Nhà xuất bản Flame Of The Forest xuất bản với ý tưởng một loạt truyện kinh dị và hồi hộp cho trẻ em sử dụng tên và phông nền châu Á - được coi là làm mới cho độc giả Singapore, những người đã quen với văn học phương Tây bấy giờ. Bộ sách có tính chất nhân học, mỗi cuốn sách chứa hai câu chuyện mà độc giả sẽ đóng góp cốt truyện và bối cảnh của nhân vật trong khi "James" sẽ bổ sung toàn bộ câu chuyện. Bộ truyện trở nên phổ biến rộng rãi không chỉ ở Singapore, mà cả nước láng giềng Malaysia, Thái Lan, Indonesia, Hồng Kông, Trung Quốc và Việt Nam với hơn 3 triệu bản được bán ra.
Vào tháng 3 năm 2006, Aitchison đã cho ra mắt loạt phim Mr. Mystery, phục vụ cho cùng nhóm độc giả với Mr. Midnight, có nội dung là những câu chuyện bí ẩn, tội phạm được giải quyết bởi một nhóm nhân vật.
Tháng 6 năm 2009, Aitchison là tác giả của loạt phim mới có tên The Young Immortals, với bộ ba nhân vật chính Train Tang, Jeffry Hunter và Tamaryn.
Các tác phẩm khác của Aitchison bao gồm series Sarong Party Girl (1994, 1995, 1996), The Seriously Funny Anti-Stress Book (1995) và Terror In Bali: An Eyewitness Account (2003).
Ông cũng viết lời cho một số bài hát được sử dụng cho Quốc khánh Singapore như "One People, One Nation, One Singapore" và "My Singapore Story". Năm 1998, Aitchison viết các tác phẩm văn xuôi Recollections, kể lại các giai đoạn khác nhau của lịch sử Singapore, được đọc trong các nghi lễ Quốc khánh của nước này khi tổ chức tại các trường học.
Vào năm 2014 và 2015, ông phát hành hai cuốn sách về lịch sử của hãng Grace Gibson Radio Productions. Bộ sách có đồng tác giả là Reg James, có tựa đề Yes, Miss Gibson và A Theater in My Mind.

## Giải thưởng
Năm 2013, lần đầu tiên Aitchison giành giải thưởng "Australian Arts in Asia Awards" cho loạt tác phẩm Mr. Midnight và Mr. Mystery của mình.